# محاصره کنیل‌وورث
محاصره کنیل‌وورث (انگلیسی: Siege of Kenilworth) در جریان دومین نبرد بارون‌ها، قلعه کنیل‌وورث به مدت شش ماه تحت محاصره قرار گرفت، این محاصره بخشی از جنگ داخلی انگلستان و مربوط به سال‌های ۱۲۶۴ تا ۱۲۶۷ می‌باشد که توسط نیروهای سیمون دو مونتفورد، ششمین ارل لستر علیه پرنس ادوارد و سلطنت طلبان آغاز گردید، این محاصره یکی از معدود حملاتی بود که علیه قلعه‌ها در زمان بروز جنگ در گرفت

## پیش‌زمینه
شاه هنری سوم توانست تا نیروهای سیمون دو مونتفورد را در نبرد ایوشام به سال ۱۲۶۵ شکست دهد، مونتفورد در همان درگیری کشته شد و فرزندش که همنام خودش (سیمون) بود موافقت کرد که تسلیم گردد در دسامبر و در منطقه نورث‌همپتون، مونتفورد موافقت کرد که کنیل‌وورث را تسلیم کند که پناهگاه بارون‌های وفادار بود. و بعدها آنها را به پادگان کنیل‌وورث که دعوت به تسلیمشان کرده بود فرستاد. با این همه، نیروهای کنیل‌وورث برای اولین بار در دسامبر ۱۲۶۵ این شرایط را رد کرد و مجدداً در مارس ۱۲۶۶ از پذیرفتن این شرایط امتناع ورزیدند